# Селскостопанска техника
Селскостопанската техника е средството за облекчаване труда на селскостопанските производители като заменя непроизводителния ръчен труд с механизирана обработка с високо качество и в най-оптималните агротехнически срокове. От стойността, производителността и надеждността на селскостопанската техника и механизираното производството на храни в значителна степен се определят както себестойността на произвежданите продукти, така и конкурентоспособността им на вътрешните и на международните пазари. Във времето когато се търси висока ефективност от всяка дейност, това отрежда особено високо място за машините и съоръженията, свързани със селскостопанското производство.
В днешно време всеки фермер разполага с комплектация от агротехника, която в зависимост от стопанството може да се опредли като задължителна:
Зърнопроизводителите задължително имат по една или повече от следните машини: трактор, комбайн, сеялка (за слети култури), редова сеялка (за окопни култури), пръскачка (за слята повърност), балопреса, ремарке за зърно
Овощарите задължително имат по една или повече от следните машини: трактор с кабина (за да може да пръскат), пръскачка, дискова брана, шредер (мулчер), ямокопател (за засаждане), тренчер (за капково напояване)
Животновъдите задължително имат по една или повече от следните машини: трактор с челен товарач, фуражораздаващо ремарке, балопреса, доилни агрегати

## Основните категории селскостопанска техника се делят както следва:
- Самоходни (трактори, комбайни, силажокомбайни, гроздокомбайни, самоходни пръскачки)
- Навесни – това са всички видове агротехника, които се прикачат на навесната система на тракторите и т.к. „висят на нея“. Това са плугове, култиватори, дискови нрани, пръскачки, косачки, и всякакъв инвентар, който позволява капацитетът на навесната система на трактора да ги държи в навесна позиция.
- Прикачни – това са всички видове агротехника, които имат собствени колела и се дърпат от самоходната техника. В повечето случаи това са големи пръскачки, плугове, култиватори и сеялки. Най-лесният начин за различаване на навесна от прикачна машина са колелата. Машините, които са прикачни имат транспортни колела. Към тях влизат също сламопресите, ремаркетата, цистерните и др.

## Основни видове трактори в България
Макар в България да е имало голям тракторен завод, разположен в село Ведраре, общ. Карлово, който е произвеждал до 300 000 бройки трактори на година, главно за износ в Африка и Близкия Изток, то в България към 2020 година няма родно производство на трактори. Основните видове трактори, които се използват за нуждите на земеделието, животновъдството, овощарството и лозарството са следните:
- Малогабаритни трактори (от 15 до 40 к.с.). Това са предимно употребявани японски трактори, които се използват масово в малките стопанства. Официално регистрираните такива трактори в България са над 12 000 бр. Най-известните марки са Kubota, Iseki, Yanmar, Shibaura, Mitsubishi, Hinomoto.
- Среден клас трактори (от 40 до 80 к.с.). Това са предимно нови модели западноевропейски трактори, голяма част, от които закупени по европейски програми със субсидии – ПРСР 2007 – 2013 и ПРСР 2014 – 2020. Тези трактори се използват главно в овощарството, лозарството и зеленчукопроизводството. Сред основните марки са Antonio Carraro, Landini, Kubota, Iseki, LS, Hattat, Zetor и др.
- Универсални трактори (от 80 до 130 к.с.). Това са най-разпространеният вид трактори в България, като значителна част от тях са стари руски трактори от марките Беларус МТЗ, ЮМЗ, както и българските Болгар ТК 80 и Болгар ТК 82. След влизането на България в ЕС през 2007 година рязко нараства броят на нови трактори от марките Case IH, New Holland, Fendt, Claas, John Deere, Massey Ferguson, Valtra, Kubota, Iseki, Zetor, Kioti и др.
- Големи трактори (от 130 до 300 к.с.). Това са тракторите, които се използват главно в зърнопроизводството. Сред основните марки са John Deere, Case IH, New Holland, McCormick, Fendt и др.
- Много големи трактори (от 300 до 625 к.с.). В тази категория влизат най-големите трактори в индустрията, които се използват за интензивна обработка на много големи площи. За разлика от всички предходни категории, при тези трактори са налични системи с гумено-верижно задвижване на предния мост или и на двата задвижващи моста. Типичен пример за това са тракторите от серията Case IH Quadtrac, а също Challenger и John Deere.

## Основни състояния
По време на използването си селскостопанската техника (работни селскостопански машини) е в три основни състояния:
- Да бъде средство на труда – т.е. когато селскостопанската техника се използа пряко по предназначението си. В това си основно състояние техниката може да изпълнява две дейности:

технологическа – тогава, когато машините се използват за конкретна агро-техническа операция по производство или почистване и съхранение на готов продукт;
транспортна – тогава, когато машините се използват за превоз на товари от едно място до друго;
- Да бъде обект на труда – тогава, когато редовно по предписание от завода производител се извършва техническо обслужване, текущ или капитален ремонт. Тежкият режим на работа с високи натоварвания и в агресивна спрямо машините среда, води до аварии и необходимост от бърз авариен ремонт чрез извършването на различни дейности с цел възстановяването ѝ. С възстановяването ѝ, селскостопанската техника се връща към първото си основно състояние – става годно за експлоатация средство на труда.
- Трето основно състояние – в очакване на следващия работен период т. нар. период на консервация – епизодично техническо обслужване (визуален контрол); разконсервиране и подготовка на техниката за последваща работа.